# 格奥尔基·阿拉波夫
格奥尔基·康斯坦丁诺维奇·阿拉波夫（俄語：Георгий Константинович Арапов，羅馬化：Georgiy Konstantinovich Arapov，1999年9月11日—）是一位俄罗斯政治家，在2021年新人民党联邦名单上当选为国家杜马议员。他因此成为第8届国家杜马最年轻的议员。

## 生平
格奥尔基·阿拉波夫于1999年9月11日出生在亚美尼亚共和国的新阿钦市。他出生后一年，他与家人移民到了莫斯科。2021年，阿拉波夫毕业于俄罗斯普列汉诺夫经济学院，成为俄罗斯新人党在伊尔库茨克州的地区分部负责人。2021年9月19日，他当选为第8届俄罗斯国家杜马议员，并成为杜马生态、自然资源和环境保护委员会副主席。

## 制裁
阿拉波夫2022年因俄乌战争而受到包括英国政府在内的各国政府制裁。